# Fusillades des écoles d'Aracruz

Carte localisant Aracruz

La fusillade de l'école d'Aracruz est une fusillade qui s'est produite le 25 novembre 2022 dans deux écoles d'Aracruz, Espírito Santo, au Brésil. Quatre personnes ont été tuées et 12 autres ont été blessées. Le suspect, Gabriel Rodrigues Castiglioni, un ancien élève de 16 ans dans l'une des écoles, a été arrêté environ quatre heures plus tard,,.

## Déroulement
Les tirs ont commencé vers 9h30 et se sont produits dans deux écoles situées dans la même rue,. Le tireur, qui portait des vêtements de camouflage, un brassard avec une croix gammée, un masque en forme de crâne et une cagoule, s'est introduit par effraction dans l'école primaire et secondaire Primo Bitti, une école publique accueillant les élèves du primaire et du collège, après avoir cassé une serrure. Là, il a tiré sur 11 personnes, tuant deux enseignants. Un troisième enseignant est décédé un jour plus tard,,.
Ensuite, le tireur est retourné dans une voiture appartenant à son père et s'est rendu au centre éducatif Praia de Coqueiral, une école privée,. Il est entré à 9 h 49 par les portes qui n'étaient pas verrouillées puis il a tiré sur trois autres personnes, tuant une élève de 6e année. Le tireur a de nouveau pris la fuite une minute plus tard et est resté en liberté pendant environ 4 heures. Plus tard, la police militaire a publié une déclaration confirmant qu'un suspect était en détention,.

## Victimes
Les victimes des attentats ont été identifiées par plusieurs sources d'information :
1. Selena Zagrillo, 12 ans[4] ;
2. Maria da Penha Pereira de Melo Banhos, 48 ans[4] ;
3. Cybelle Passos Bezerra Lara, 45 ans[7] ;
4. Flavia Amoss Merçon Leonardo, 38 ans[8].

## Conséquences et réactions
Après la fusillade, Aracruz a annoncé la suspension de tous les cours dans les écoles municipales.
Le maire d'Aracruz a déclaré qu'il s'agissait de « la plus grande tragédie que cette ville ait jamais connue ». Renato Casagrande, le gouverneur d'Espírito Santo, a déclaré qu'il suivait l'affaire avec « beaucoup de regret et de tristesse ». Il a également déclaré trois jours de deuil officiel dans l'État. Le président du Brésil Luiz Inácio Lula da Silva a posté sur Twitter : "Ma solidarité aux familles des victimes de cette tragédie absurde".